# Imam Ali
Imam Ali (en persan : امام علی) est une série télévisée Iranienne, diffusée entre en 1990 et 1995 sur le Canal 1 de IRIB en Iran.
C’est la série la plus chère et la plus élaborée de toute l’histoire de la télévision iranienne qui a attiré l’attention d’un grand nombre de téléspectateurs.

## Synopsis
La vie d'Ali ibn Abi Talib...